# Le scomunicate di San Valentino
Le scomunicate di San Valentino è un film drammatico del 1974 diretto da Sergio Grieco.